# コトレッタ・アッラ・ミラネーゼ

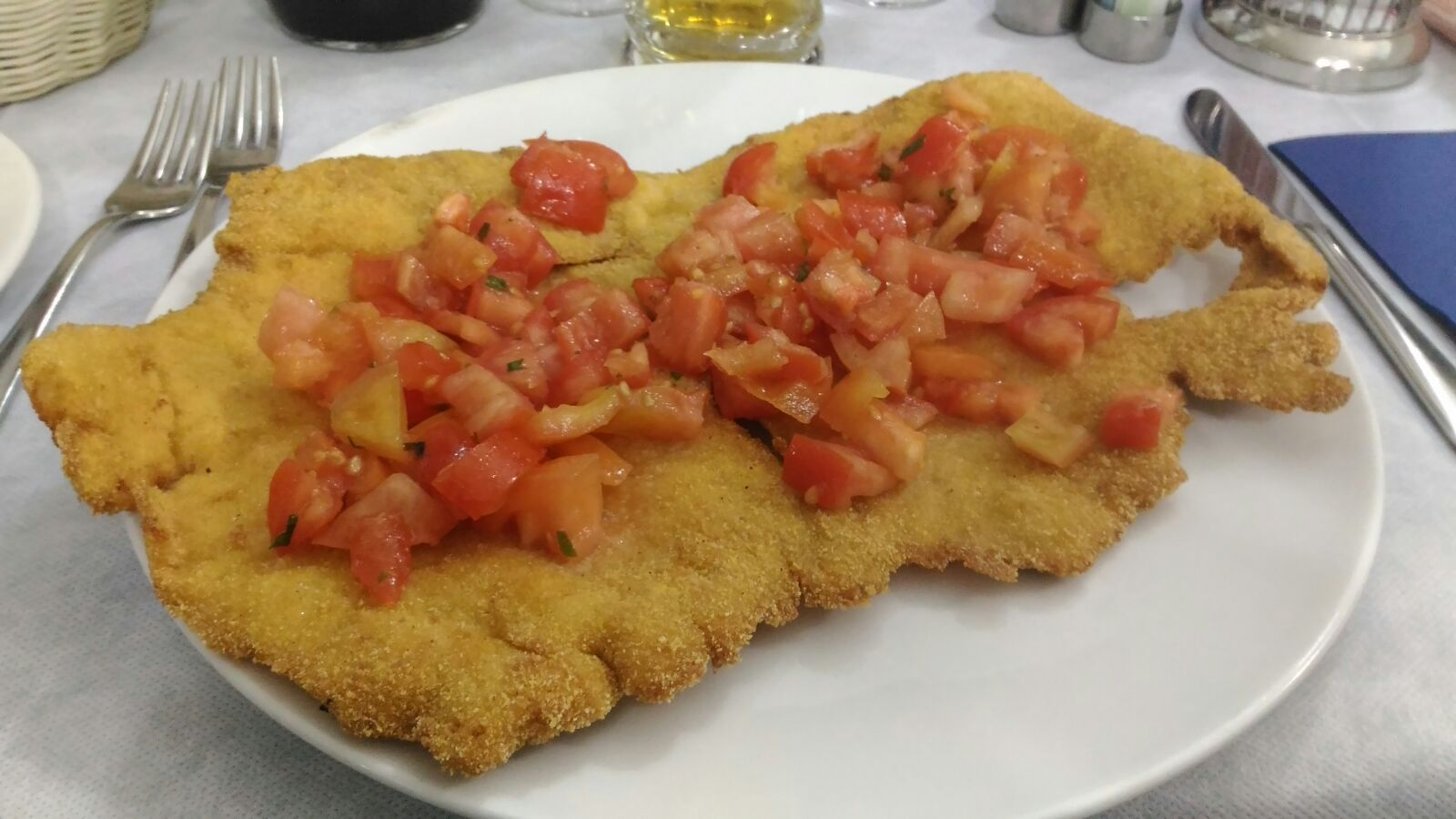
トマトを添えたミラネーゼ

コトレッタ・アッラ・ミラネーゼ（イタリア語: cotoletta alla milanese、「ミラノ風コートレット」、ロンバルド語ではco(s)toleta a la milanesa）は、リゾット・アッラ・ミラネーゼ、パネットーネおよびポレンタとともに、よく知られたミラノを代表する料理。

## 調理
伝統的にこのコトレッタには仔牛の骨付きロース肉のスライスが使われ、パン粉を着けてバターで揚げた後で、このバターはコトレッタの上にかけられる。現代の料理ではこの最後の段階が省かれ、バターの代わりに料理が出されてから絞られるレモンスライスが添えられる。
肉が柔らかく、骨の近くでは良好なピンク色を維持しなければならない伝統的な調理法は、近年ではパン粉をまぶすまえに肉が非常に薄くなるまで叩かれる、骨のない調理法にとってかわられつつある。この場合、肉の風味は非常にカリカリした衣が多いことによって大幅に低下する。この料理は、その特徴的な形状からoreggia d'elefant（象の耳）と呼ばれている。
パン粉の香りと肉の柔らかさがコトレッタ・アッラ・ミラネーゼの秘訣である。パン粉を巧みに配合し、材料の選択（例えば古くて白いパンではない古いパン粉）と火加減の調整によって良好な結果を得ることができる。特に、最近のバージョンのコトレッタが夏に供される場合には、薄く切ったトマトとルッコラで覆われ、冷製で供される。

## 歴史
幾人かの歴史家によれば、ミラノ料理に初めてコトレッタが登場したのは、12世紀の厳粛な祭礼の帰還にサンタンブロージョ教会の律修司祭の昼食の料理の一覧に含まれていたlombolos cum panitioにまで遡り、ピエトロ・ヴェッリによって詳細が述べられている：
pullos frigidos, gambas de vino, et carnem porcinam frigidam: in secunda, pullos plenos, carnem vaccinam cum piperata, et turtellam de lavezolo: in tertia, pullos rostidos, lombolos cum panitio, et porcellos plenos—P. Verri, Storia di Milano, cap VI
この引用に基づき、2008年3月17日にミラノ市は「コトレッタ・アッラ・ミラネーゼ」に "denominazione comunale"（De.Co.、自治体指定）を与える決議を行った。
このコートレットは、これをミラノ風とするイタリア料理と、ウィーン風シュニッツェルのバリエーションに過ぎないとするオーストリア料理との間で学術的な論争の焦点になっている。
ミラノ風以前にオーストリアにシュニッツェルがあった可能性があるが、それはパン粉を付けたものではなく、小麦粉を付けて揚げたもので、このことはヨーゼフ・ラデツキー元帥がミラノで調理されたコートレットについて報告したレポートの余白に書かれていた。このコートレットは最初に卵につけてからバターで揚げたもので、ウィーンのものとは違ってパン粉がまぶしてあったというメモから示唆されている。

## 参考資料
- Ermanno Sagliani, La tradizione gastronomica italiana, Lombardia, Edizioni Sipiel Milano, Milano, 1991
- Kristberg Kristbergsson, Jorge Oliveira,Traditional Foods: General and Consumer Aspects, Springer, 2016